# Маркабрюн
Маркабрю́н (? — бл. 1149) — провансальський трубадур з Гасконі, вважається основоположником темного стилю (trobar clus) в поезії трубадурів.
Роки активності бл. 1130—1149 р.р.
Один з трубадурів низького походження, за переказами, усиновлений та вихований багатою людиною. Маркабрюн перший з трубадурів піднімає тему моралі та морального падіння. Для його творів характерні груба, принижена мова, складна форма, образи, не завжди піддаються прямому тлумаченню. Його послідовниками вважаються Гаваудан, Алегрет, Пейре Карденаль .

## Українські переклади
У авторській антології перекладача Миколи Терещенка «Сузір'я французької поезії» (І — II, Київ, 1971) вміщено декілька перекладів українською з Маркабрюна.